# 本町 (王寺町)
本町（ほんまち）は、奈良県北葛城郡王寺町内の地名。 町の中央に位置する。 一丁目から五丁目まである。

## 地理
北端が1丁目で、南に向かって2丁目・3丁目・4丁目・5丁目と続く。地区の北端に国道25号が横断し、やや東寄りに国道168号が縦断する。東端は和歌山線が通る。中央は「片岡山」と呼ばれる丘陵地帯となり、一般に西に向かうにつれて標高が高まる。地区内には溜池が点在する。王寺町内では最も人口が多く、住宅密集地である。5丁目付近は「天平台」とも呼ばれる。

### 交通
- 国道25号
- 国道168号
- 奈良県道201号山陵王寺線
- 奈良県道202号畠田藤井線
- 奈良交通バス（以下は停留所）
  - 張井
  - 王寺本町二丁目
  - 白瓜
  - 王寺本町四丁目
  - 泉の広場
  - 天平台

### 地域内の主な施設・旧跡等
- 王寺町立王寺小学校
- 王寺町立王寺中学校
- 奈良県立王寺工業高等学校
- 達磨寺
- 孝霊天皇陵
- 放光寺（片岡王寺）